# E Street Band
E Street Band – zespół towarzyszący Bruce’owi Springsteenowi podczas nagrań studyjnych i na scenie w latach 1972–1989 i od 1999. W 2014 wprowadzony do Rock and Roll Hall of Fame.

## Muzycy

### Skład (2012)
- Garry Tallent – gitara basowa
- Max Weinberg – perkusja
- Roy Bittan – instrumenty klawiszowe
- Steven Van Zandt – gitary
- Nils Lofgren – gitary
- Patti Scialfa – wokal
- Charles Giordano – organy

### Byli członkowie
- Danny Federici – organy (zm. 17 kwietnia 2008)
- Clarence Clemons –  saksofon (zm. 18 czerwca 2011)

## Dyskografia

### Bruce Springsteen & The E Street Band
- Live/1975–85 (1986)
- Live in New York City (2001)
- Hammersmith Odeon London ’75 (2006)
- Magic Tour Highlights (2008)
- Bruce Springsteen & The E Street Band Greatest Hits (2009)
- Live from the Carousel (2011)
- Apollo Theater 3/09/12 (2014)
- The Agora, Cleveland 1978 (2015)
- Tower Theater, Philadelphia 1975 (2015)
- Nassau Coliseum, New York 1980 (2015)
- Brendan Byrne Arena, New Jersey 1984 (2015)
- LA Sports Arena, California 1988 (2015)
- Ippodromo delle Capannelle, Rome 2013 (2015)
- Arizona State University, Tempe 1980 (2015)
- HSBC Arena, Buffalo, NY, 11/22/09 (2016)
- Scottrade Center, St. Louis, MO, 8/23/08 (2017)
- Olympiastadion, Helsinki, July 31, 2012 (2017)
- Wachovia Spectrum, Philadelphia, PA 10/20/09 (2017)
- The Live Series: Songs of the Road (2018)
- The Live Series: Songs of Friendship (2019)
- The Live Series: Songs of Hope (2019)

### Bruce Springsteen
- Greetings from Asbury Park, N.J. (1973)
- The Wild, the Innocent & the E Street Shuffle (1973)
- Born to Run (1975)
- Darkness on the Edge of Town (1978)
- The River (1980)
- Born in the U.S.A. (1984)
- Tunnel of Love (1987)
- Chimes of Freedom (1988)
- Greatest Hits (1995)
- Blood Brothers (1996)
- Tracks (1998)
- 18 Tracks (1999)
- The Rising (2002)
- The Essential Bruce Springsteen (2003)
- Magic (2007)
- Working on a Dream (2009)
- Wrecking Ball (2012)
- Collection: 1973–2012 (2013)
- The Album Collection Vol. 1 1973–1984 (2014)
- High Hopes (2014)
- American Beauty (2014)
- The Ties That Bind: The River Collection (2015)
- Chapter and Verse (2016)
- Letter to You (2020)